# Kongo-Brazzavilles Billie Jean King Cup-lag
 Kongo-Brazzavilles Billie Jean King Cup-lag representerar Kongo-Brazzaville i tennisturneringen Billie Jean King Cup, och kontrolleras av Kongo-Brazzavilles tennisförbund.

## Historik
Kongo-Brazzaville deltog första gången 1992, och förlorade båda matcherna.